# Гельфанд Ізраїль Мойсейович
Ізраїль Мойсейович Гельфанд (нар. 20 серпня (2 вересня) 1913, Окни, Балтський повіт, Подільська губернія, Російська імперія — 5 жовтня 2009, Нью-Джерсі, США) — радянський та американський математик, біолог, педагог українського єврейського походження, організатор математичної освіти (до 1989 — в СРСР, з 1989 — в США).
Автор понад 800 наукових статей і близько 30 монографій. Професор Ратгерського університету (з 1990), МДУ (1941–1990), доктор фізико-математичних наук (1940). Президент Московського математичного товариства в 1966–1970.

## Ранні роки
Народився в містечку Окни на території сучасної Одеської області.
Навчався в єврейській, російській та українській школах, рано зацікавився математикою.
У 1923 сім'я перебралась в Ольгопіль, Вінницька область, де Гельфанд поступив в хімічну професійну школу в Чечельнику та подружився з однокласником — також майбутнім математиком Давидом Мільманом.
У дев'ятому класі (в 1928, в період колективізації) Гельфанд та Мільман були виключені з профшколи як діти «нетрудового елемента» (батько Гельфанда управляв кустарним млином). Не маючи можливості закінчити середню освіту, в лютому 1930 переїхав до далеких родичів в Москву. Деякий час був безробітним, потім був контролером в Ленінській бібліотеці де продовжував самоосвіту.
У 1931 почав відвідувати вечірні лекції з математики в декількох навчальних закладах, зокрема в Московському університеті.

## Наукова діяльність
Незабаром прийнятий в аспірантуру Московського державного університету (1932–1935) та почав викладати. Його науковим керівником був Андрій Миколайович Колмогоров.
У 1935–1939 — доцент кафедри математики в МГУ. З 1939 за сумісництвом працював старшим науковим співробітником Математичного інституту ім. Стєклова. З 1941 по 1990 — професор МГУ.
У 1940-і разом з іншими радянськими ученими брав участь в роботах зі створення водневої бомби.
Відомий своїми роботами з функціонального аналізу, алгебри і топології. Він був одним з творців теорії нормованих кілець (банахової алгебри), яка пізніше лягла в основу теорії кілець з інволюцією і теорії нескінченомірних унітарних зображень груп Лі. Цю теорію, що має важливе значення для теоретичної фізики (квантової механіки зокрема), Гельфанд розробив разом з Марком Ароновичем Наймарком.
Крім власне математики працював в таких областях, як біологія і медицина: його дослідження були присвячені нейрофізіології, клітинній міграції і протеоміці.

## Відзнаки і нагороди
Почесний член Московського математичного товариства (1971), почесний доктор (Honoris Causa) Оксфордського (1973), Сорбонського (1973), Гарвардського (1976), Принстонського (1977), Упсальського (1977), Ліонського (1984) і Пізанського (1985) університетів, почесний іноземний член Американської академії мистецтв і наук (Кембридж, Массачусетс, 1964), Американського математичного товариства (1966), Лондонського математичного товариства (ЛМО) (1967), Національної академії наук США (НАН США) (1970), Королівської Ірландської Академії (1970), Лондонського королівського товариства (1977), Королівської Шведської академії (1974), академій наук Франції (1976), Італії (Academia dei Lincei, 1988) і Японії (1989), Нью-Йоркської Академії Наук (довічний почесний член академії — Honorary Life Member — з 1999 року), Європейської академії наук (з 2004 року «fellow»), академік Академії наук СРСР (1984, з 1991 року РАН; член-кореспондент з 1953 року).
Перший лауреат премії Вольфа в математиці (разом із Карлом Зігелем; 1978), медалі Вігнера Міжнародного союзу з теорії груп у фізиці (Wigner Medaille, 1980), премій Кіото (Японія, 1989) і Лерой П. Стіла за видатні досягнення впродовж всієї кар'єри (Leroy P. Steele Prize for Lifetime Achievement — вища нагорода Американського математичного товариства, 2005). Лауреат стипендії Макартура (MacArthur Fellowship, англ., 1994). Лауреат Сталінських премій (1951, 1953), Ленінській премії (1961), кавалер трьох орденів Леніна (1954, 1956, 1973), двох орденів Трудового Червоного Прапора (1963, 1983), ордени Дружби Народів (1975) і Знак Шани (1953), Державній премії Росії (спільно з С. Г. Гиндикиным і М. І. Граєвим, 1997).
Відомий також і тим, що зумів стати значним ученим шляхом самоосвіти, не маючи закінченої середньої освіти і не пройшовши курс навчання в університеті.

## Праці
- Ізраїль Мойсейович Гельфанд, Александр Шень. Алгебра. — 2024. — 148 с.(укр.)
- Гельфанд І. М. Лекції з лінійної алгебри. — 2025. — 248 с.(укр.)